# Les Sybelles
Les Sybelles est une marque française enregistrée et défendue par son titulaire, désignant un domaine skiable français, situé en Maurienne, au sud de la Savoie. Imaginé au début des années 1990[réf. nécessaire], le projet des Sybelles avait pour but la promotion des stations de Maurienne et la création du 4e domaine skiable relié de France. À l'initiative de Gaston Maulin, le domaine est inauguré en décembre 2003.
Le nom correspond à l'association de six stations de sports d'hiver de Maurienne — Les Bottières ; Le Corbier ; Saint-Sorlin-d'Arves ; Saint-Jean-d'Arves ; Saint-Colomban-des-Villards ; La Toussuire — sous une marque commune "Les Sybelles" mais pas uniquement. Sybelles correspond aussi au jeu de mots "si belles" en parlant des 6 stations qui composent ce domaine et la dénomination du domaine skiable des Sybelles.

## Géographie
Le domaine skiable des Sybelles se situe en Maurienne, dans le département de la Savoie. Il s'étend sur le territoire de six stations de sports d'hiver — Le Corbier, La Toussuire, Les Bottières, Saint-Sorlin-d'Arves, Saint-Jean-d'Arves et Saint-Colomban-des-Villards —,.
Le domaine des Sybelles fait partie du massif Arvan-Villards entre la chaine de Belledonne à l'Ouest et le massif des Aiguilles d'Arves à l'Est.

## Histoire
Le domaine skiable des Sybelles prend naissance en décembre 2003. Gaston Maulin, par l'intermédiaire de la Financière Maulin (groupe Maulin), est à l'origine de la création du domaine,. L'investissement dans les remontées mécaniques, explique-t-il dans un article du magazine Challenges c'était « c'était pour "faire plaisir à mon épouse ». L'objectif était de relier plusieurs petites stations entre elles.
Dès 1975, une première liaison relie Les Bottières et La Toussuire, et à partir de 1980, un téléski relie Saint-Jean d’Arves et Le Corbier, et enfin en 1984, Saint-Jean d’Arves, Le Corbier, la Toussuire et les Bottières sont reliés par un même réseau de remontées. En 1994, Saint-Sorlin-d'Arves rejoint les autres stations de la Maurienne dans une Unité touristique nouvelle (UTN), qui aboutit en 1998 à la création du domaine des Sybelles, et à la liaison, en 2003, de Saint-Sorlin d’Arves à l’ensemble du domaine par le plateau de l’Ouillon.

## La station
On trouve au sein des Sybelles des villages, comme Les Bottières ou encore Saint-Colomban-des-Villards, ainsi que des stations modernes construites à partir de la fin des années soixante comme Le Corbier ou La Toussuire. Enfin on trouve des stations-villages comme à Saint-Sorlin-d'Arves ou Saint-Jean-d'Arves. La majorité du domaine skiable donne une vue sur les aiguilles d'Arves et le mont Blanc.

### Hébergements touristiques
Les stations ou communes touristiques du domaine offrent une capacité de 44 724 lits touristiques en 2015.

## Domaines et gestion
Le domaine des Sybelles est constitué de 67 remontées mécaniques et 136 pistes de ski . Il propose 21 zones ludiques dont le snowpark, la zone Snowpy Mountain et la piste Vikings. 8 zones d'apprentissage sont accessibles depuis les stations pour s'initier à la glisse (données hiver 21/22).
Il est considéré comme le 4e domaine skiable de France avec 393 ha et 310 km de pistes reliées. Le domaine skiable des Sybelles culmine à 2 620 mètres d'altitude, dans la commune de Saint-Sorlin-d'Arves, sur le sommet des Perrons. Le point le plus bas se situe à 1 100 mètres d'altitude dans la station de Saint-Colomban-des-Villards. L'interconnexion des 6 stations se réalise au sommet de l'Ouillon, à 2 431 m.

### Domaine de La Toussuire / Les Bottières - 1300/2400m
- 1 télécabine, 4 télésièges débrayables, 3 télésièges à pinces fixes, 8 téléskis, et 2 tapis soit 18 remontées mécaniques.
- 5 pistes vertes, 21 pistes bleues, 15 pistes rouges, 1 piste noire soit 42 pistes.

### Domaine Le Corbier / Saint-Jean-d'Arves - 1550/2400m
- 5 télésièges débrayables, 1 télésiège à pinces fixes, 12 téléskis et 3 tapis, soit 21 remontées mécaniques.
- 12 pistes vertes, 11 pistes bleues, 7 pistes rouges et 4 pistes noires, soit 34 pistes.

### Domaine de Saint-Sorlin-d'Arves - 1600/2620m
- 4 télésièges débrayables, 5 télésièges à pinces fixes, 5 téléskis et 3 tapis, soit 17 remontées mécaniques.
- 11 pistes vertes, 16 pistes bleues, 9 pistes rouges et 5 pistes noires, soit 41 pistes.

### Domaine de Saint-Colomban-des-Villards - 1100/2200m
- 3 télésièges à pinces fixes, 3 téléskis et 1 tapis, soit 7 remontées mécaniques.
- 3 pistes vertes, 10 pistes bleues, 5 pistes rouges et 1 piste noire soit 19 pistes.

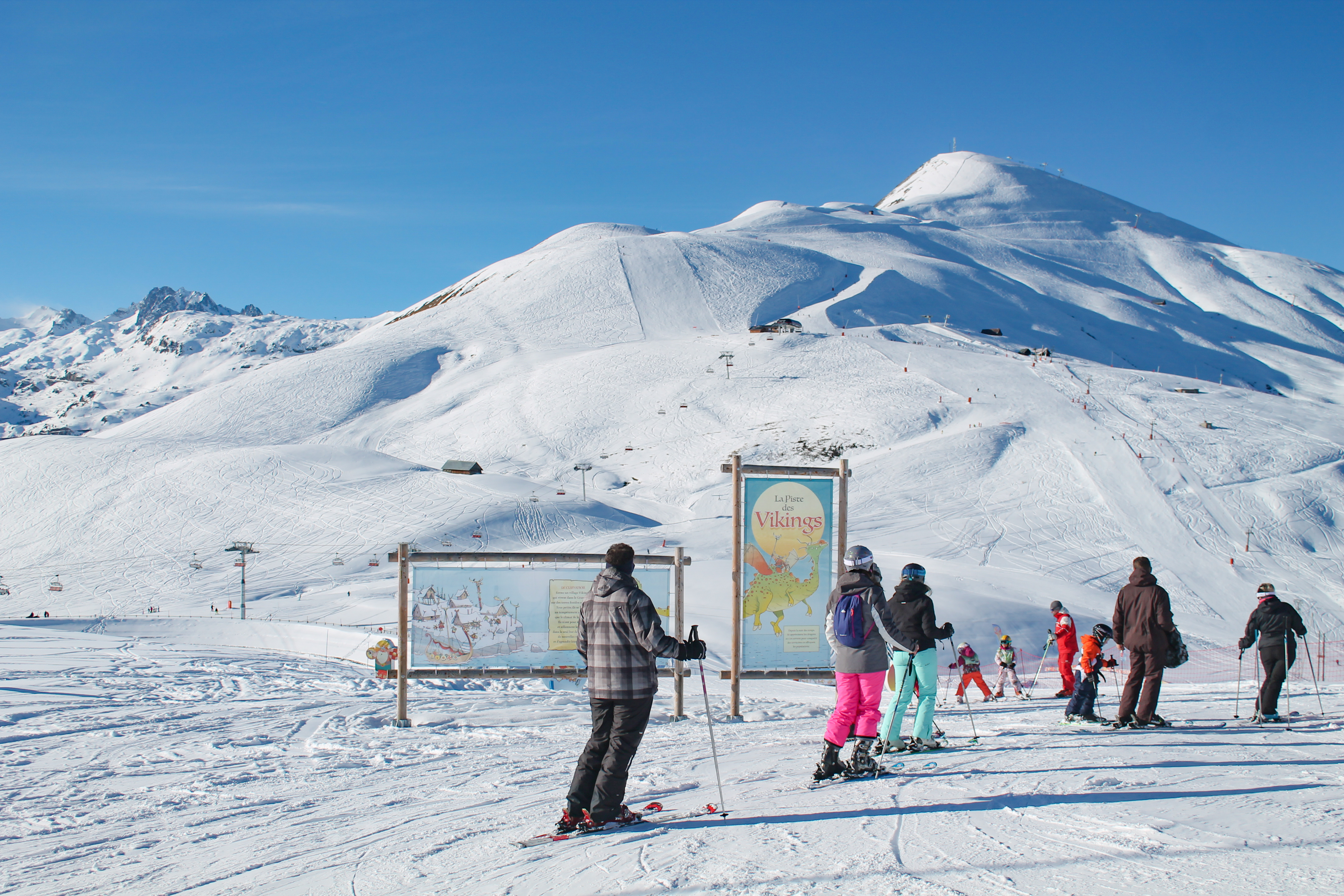
Piste Viking - Saint Jean d'Arves Les Sybelles
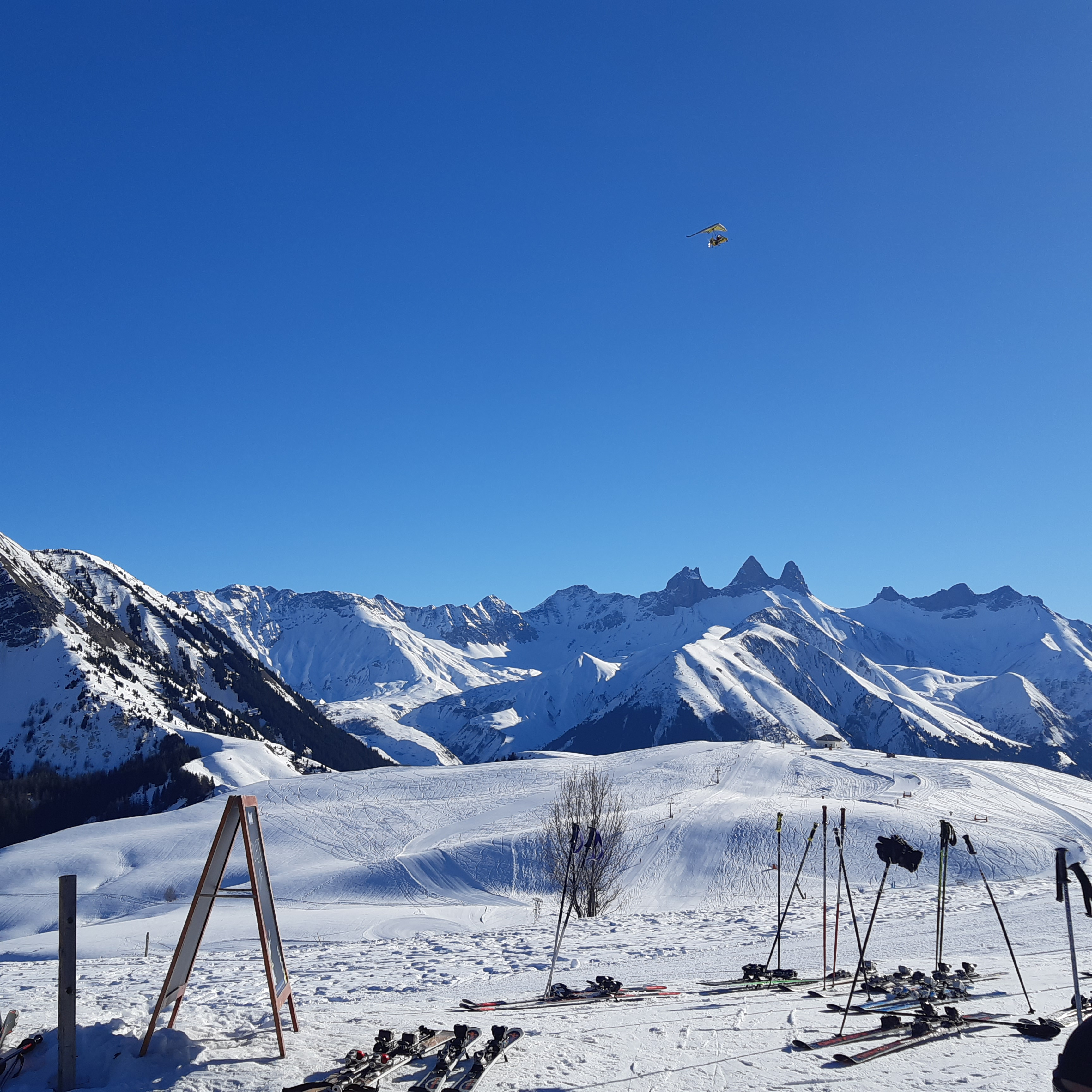
Les Aiguilles d'Arves depuis les pistes des Sybelles
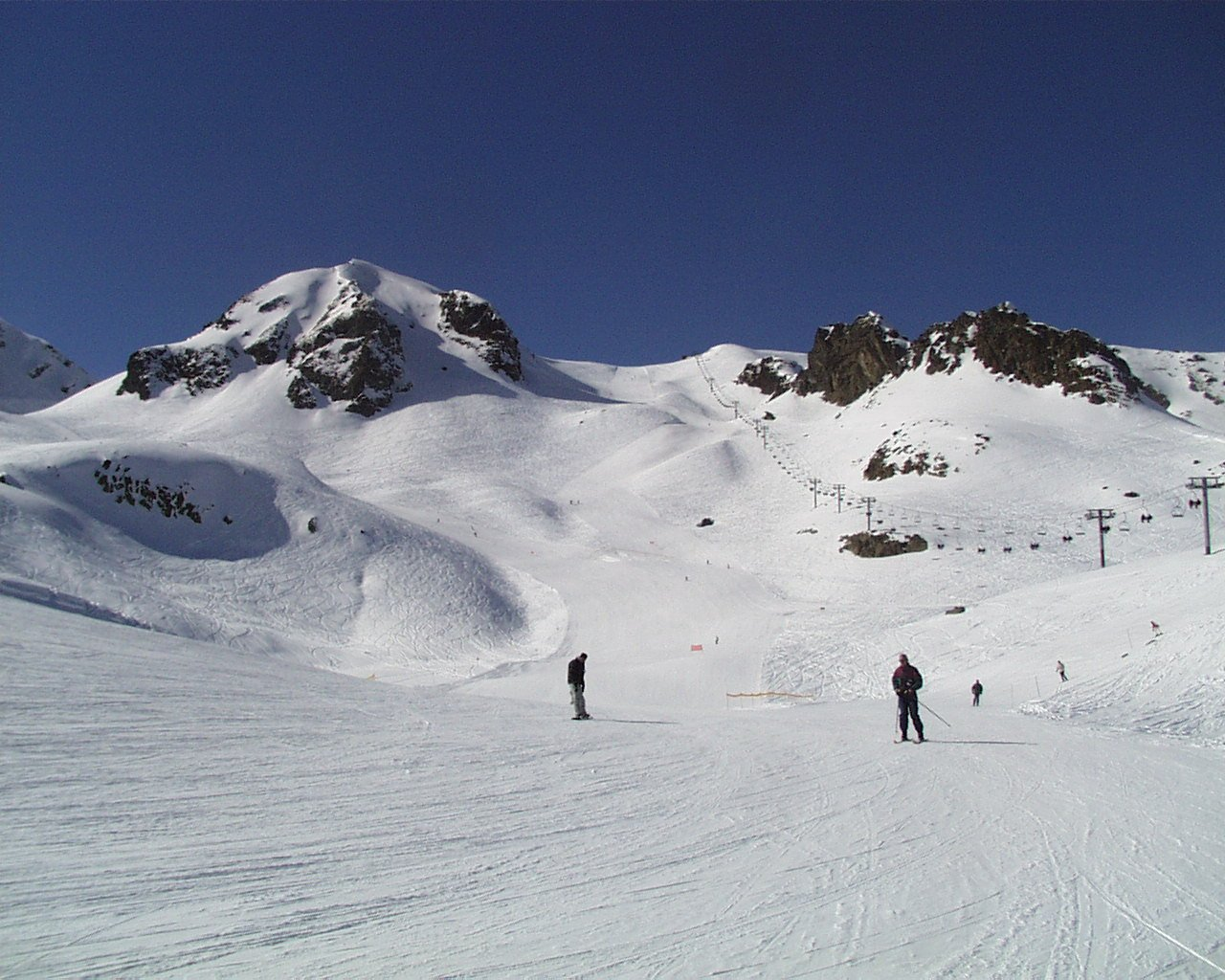
Le sommet des 3 Lacs (Saint-Sorlin-d'Arves).
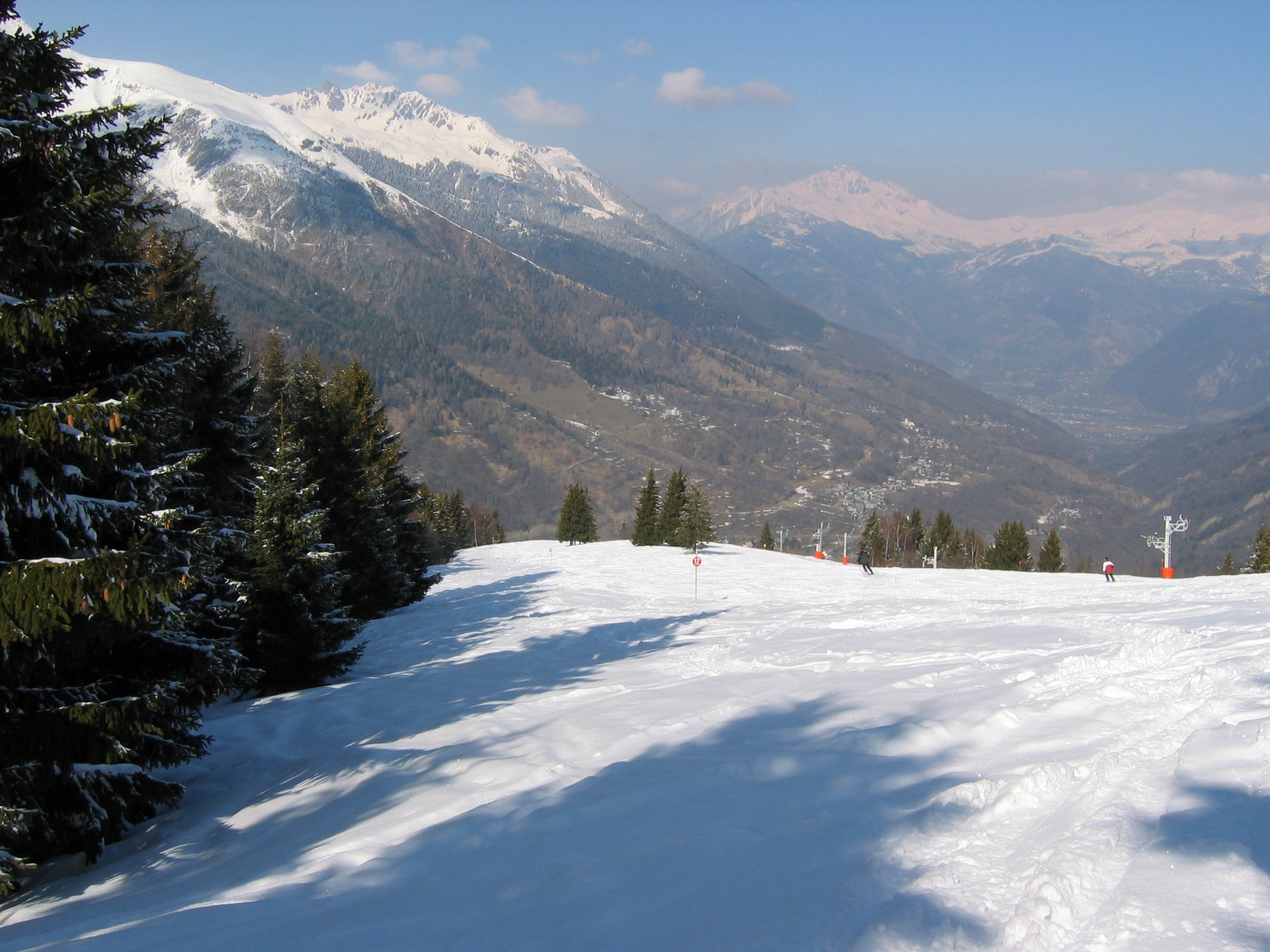
Du côté de Saint-Colomban.
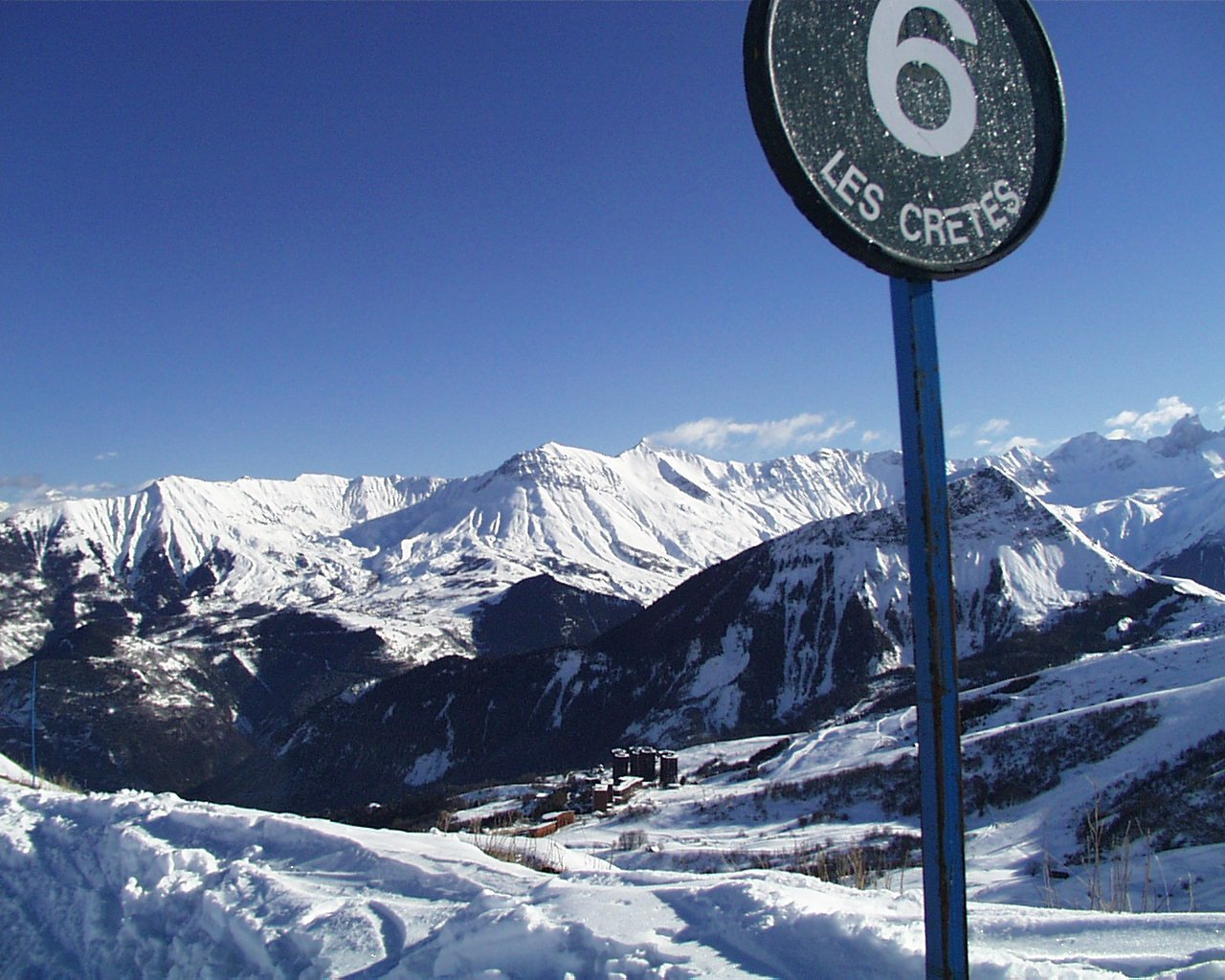
Le Corbier vu du sommet.
La Toussuire.